# رناتو بناگلیا
رناتو بناگلیا (انگلیسی: Renato Benaglia؛ زادهٔ ۲۴ مارس ۱۹۳۸) بازیکن فوتبال اهل ایتالیا است.
از باشگاه‌هایی که در آن بازی کرده‌است می‌توان به باشگاه فوتبال هلاس ورونا، باشگاه فوتبال فیورنتینا، باشگاه فوتبال آ.اس. رم، باشگاه فوتبال کاتانیا، و باشگاه فوتبال ویچنزا اشاره کرد.